# Kralj Štrumpf
Kralj Štrumpf (fr.: Le Schtroumpfissime, en.: King Smurf), Štrumpf koji preuzima vlast kada nema Pape Štrumpfa.
Kada je Papa Štrumpf na nekoliko tjedana napustio selo zbog potrage za nekim lišćem koje mu je potrebno za čaranje, Štrumpfovi su ostali bez vođe. Štrumpfovi odlučuju izglasovati vođu. Jedan posebni i neimenovani Štrumpf koristi demagošku taktiku obećavajući svakom Štrumpfu što on želi i svi Štrumpfovi odluče glasovati za njega. Postavlja plakate, organizira paradu i drži samohvalne govore na kojima nudi sok od maline. Tako osvaja 98% glasova. Za njega ne glasuju Lumen i Trapavi. Nakon što osvaja vlast Štrumpf traži odjeću sa zlatom i palaču, te da se odnose prema njemu kao Kralju Štrumpfu. On ubrzo postaje autoritarni vođa i kažnjava svoje protivnike. Traži da mu se gradi palača. Ostali Štrumpfovi ga počinju prezirati. Pobunjenici se nađu u šumi, počinju vrijeđati iz iz daljine izazivati Kralja Štrumpfa. Nudeći drugim Štrumpfovima odlikovanja od zlata, Kralj Štrumpf šalje svoju vojku obračunati se s pobunjenicima. Ta vojska ne uspijeva. Kako bi spriječio daljnja napredovanja pobunjenika, Kralj Štrumpf okružuje selo drvenim zidom. Pobunjenička vojska napada, a on uzvraća obasipajući ih rajčicama. Pobunjenici na kraju probijaju drveni zid i bitka se nastavlja unutar naselja. Koristeći eksploziv Pape Štrumpfa, jedan pobunjenik raznosi dvorac Kralja Štrumpfa koji ostaje bespomoćan i sam sa svojim stražarima. no, još uvijek se ne predaje. Konačna borba počinje kad se Papa Štrumpf vrati s puta i zahtijeva objašnjenje što se događa. Štrumpfovima biva neugodno objasniti. Papa Štrumpf se jako naljuti na Štrumpfove jer su se "ponašali kao ljudi. " Kralj Štrumpf odluči abdicirati, uzeti kantu i metlu i počistiti nered nastao tijekom bitke. Drugi Štrumpfovi ga zažale znajući da su i oni sami krivi te mu oproste i pomognu. Bivšem Kralju Štrumpfu Papa Štrumpf oprosti (kao i svim Štrumpfovima) i odijelo Kralja Štrumpfa od onda služi kao strašilo.
U crtanoj seriji Lumen je postao Kralj Štrumpf, tako da se priča u crtiću znatno razlikuje od priče u stripu, gdje je Lumen politički zatvorenik kojeg je Kralj Štrumpf dao zatvoriti.